# 旬阳熊蛛
旬阳熊蛛（学名：Arctosa xunyangensis）为狼蛛科熊蛛属的动物。在中国大陆，分布于陕西等地。该物种的模式产地在陕西旬阳坝。